# Токарёво (Богословское сельское поселение)
Токарёво — деревня в Пестовском муниципальном районе Новгородской области. Входит в состав Богословского сельского поселения. По всероссийской переписи населения 2010 года население деревни — 10 человек (7 мужчин и 10 женщин).
Площадь территории деревни — 19 га.
Токарёво находится на левобережье реки Белая, на автодороге Хвойная — Кабожа — Пестово, на высоте 133 м над уровнем моря, в 5 км к востоку от деревни Богослово и в 8 км к северо-востоку от посёлка при станции Абросово.

## История
В списке населённых мест Устюженского уезда Новгородской губернии за 1909 год деревня Токарево указана как относящаяся к Кирво-Климовской волости (2-го стана, 2-го земельного участка). Население деревни Токарево, что была тогда на земле Токаревского сельского общества — 229 жителей: мужчин — 114, женщин — 115, число жилых строений — 65; тогда в деревне был хлебозапасный магазин. Затем с 10 июня 1918 года до 31 июля 1927 года в составе Устюженского уезда Череповецкой губернии, затем в составе Климовского сельсовета Пестовского района Череповецкого округа Ленинградской области. Население деревни Токарево в 1928 году — 247 человек. По постановлению ЦИК и СНК СССР от 23 июля 1930 года Череповецкий округ был упразднён, а район перешёл в прямое подчинение Леноблисполкому. По Указу Президиума Верховного Совета СССР от 5 июля 1944 года Пестовский район был передан из Ленинградской области во вновь образованную Новгородскую область. Решением Новгородского облисполкома № 1200 от 28 декабря 1960 года Климовский сельсовет был упразднён, а Токарёво вошло в состав Богословского сельсовета с центром деревне Богослово. В Токарёво была расположена молочно-товарная ферма колхоза «Путь Ленина» Богословского сельсовета, в 1970-е годы колхоз был награждён Грамотой Министерства сельского хозяйства РСФСР и ВЦСПС
С принятием Российского закона от 6 июля 1991 года «О местном самоуправлении в РСФСР» и Указом Президента РФ № 1617 от 9 октября 1993 года «О реформе представительных органов власти и органов местного самоуправления в Российской Федерации» деятельность Богословского сельского Совета была досрочно прекращена. Позднее была образована образована Администрация Богословского сельсовета (Богословская сельская администрация). По результатам муниципальной реформы, с 2005 года деревня входит в состав муниципального образования — Богословское сельское поселение Пестовского муниципального района (местное самоуправление), по административно-территориальному устройству подчинена администрации Богословского сельского поселения Пестовского района. Богословское сельское поселение с административным центром в деревне Богослово было создано путём объединения территории трёх сельских администраций: Богословской, Абросовской, Брякуновской.